# Pologne aux Jeux mondiaux de 2009
Cet article contient des informations sur la participation et les résultats de la Pologne aux Jeux mondiaux de 2009 à Kaohsiung à Taïwan.

## Médailles

### Or
| Sport              | Discipline      | Sportifs       |
| Médailles d'or : 1 |                 |                |
| Force athlétique   | −82.5 kg Hommes | Jarosław Olech |

### Argent
| Sport                  | Discipline     | Sportifs   |
| Médailles d'argent : 1 |                |            |
| Force athlétique       | −100 kg Hommes | Jacek Wiak |

### Bronze
| Sport                   | Discipline      | Sportifs        |
| Médailles de bronze : 2 |                 |                 |
| Force athlétique        | −82.5 kg Hommes | Jan Wegiera     |
| Sumo                    | Open Femmes     | Edyta Witkowska |